# Francisco Ferreira dos Santos
Francisco Ferreira dos Santos (Boa Hora, Terra Chã, 25 de Outubro de 1914 — Terra Chã, 18 de Fevereiro de 1981), mais conhecido por Ferreirinha das Bicas, foi um improvisador, poeta e cantador popular açoriano que se notabilizou pela sua verve e humor. É autor de versos repletos de humor, pontuados por ditos que o tornaram um improvisador de qualidades inegáveis. 

## Biografia
Nasceu no lugar da Boa Hora da freguesia da Terra Chã, ilha Terceira, localidade onde sempre viveu e faleceu. Tendo apenas aprendido os rudimentos da leitura e da escrita, era horticultor de profissão.
Começou a cantar em público quando tinha 19 anos de idade, improvisando cantigas em ranchos de matança e noutras festas populares. A sua facilidade de improviso, os conceitos elevados, onde a sensibilidade actuava sem esquecer a razão e o humor que perpassava a sua produção lírica granjearam-lhe grande popularidade, passando a ser contratado para festividades por toda a ilha. A sua fama levou a que tivesse actuado nas ilhas do Pico, São Jorge, Graciosa e São Miguel, tendo ainda realizado quatro deslocações aos Estados Unidos da América para cantar em festas organizadas pelos emigrantes açorianos ali radicados.
Nas suas actuações o Ferreirinha cantou em despiques com os melhores cantadores coevos, entre os quais Charrua, Bravo, Tenrinho, João Vital, Gaitada, Caneta e Abel Coelho Costa.
Profundamente ligado às festas das irmandades do Divino Espírito Santo, também compôs versos e enredos para danças de Carnaval, entre as quais ficaram célebres a Dança dos marinheiros, a Dança de Camões e a Dança de D. Miguel e D. Pedro IV, todas danças de espada de tema clássico.
Ele casou com Esperança Fagundes (já falecida) que com quem teve 4 filhos: Margarida Maria Fagundes dos Santos Oliveira, Luís Carlos Fagundes dos Santos Oliveira, Pedro Anselmo Fagundes Ferreira dos Santos e José Fagundes Ferreira dos Santos (que faleceu em Moçambique). 
Em 25 de outobro de 2014 foi colocada na sua casa da Terra Chã uma placa para comemorativa do centenário do seu nascimento. Nesse mesmo lugar já havia outra placa assinalando o seu nascimento.